# Барилов (село)
Бари́лов (укр. Барилів) — село в Лопатинской поселковой общине Шептицкого района Львовской области Украины.
Население по переписи 2001 года составляло 427 человек.
Занимает площадь 1,48 км². Почтовый индекс — 80231. Телефонный код — 3255.

## Известные уроженцы
- Тарнавский, Мирон Емельянович (1869—1938) — галицийский австрийский и украинский военный деятель, генерал, командир Галицкой армии (1919).

## Достопримечательности
- Памятник генералу М. Тарнавскому.